# بوبي بيل (لاعب كرة قدم)
بوبي بيل (بالإنجليزية: Bobby Bell)‏ (16 سبتمبر 1934 بآير في المملكة المتحدة - 2007) هو لاعب كرة قدم بريطاني في مركز الظهير. لعب مع نادي فالكيرك ونادي واتفورد ونادي فوكستون ونادي آير يونايتد وWhitletts Victoria F.C. ‏ ونادي ويلدستون لكرة القدم.